# Banco

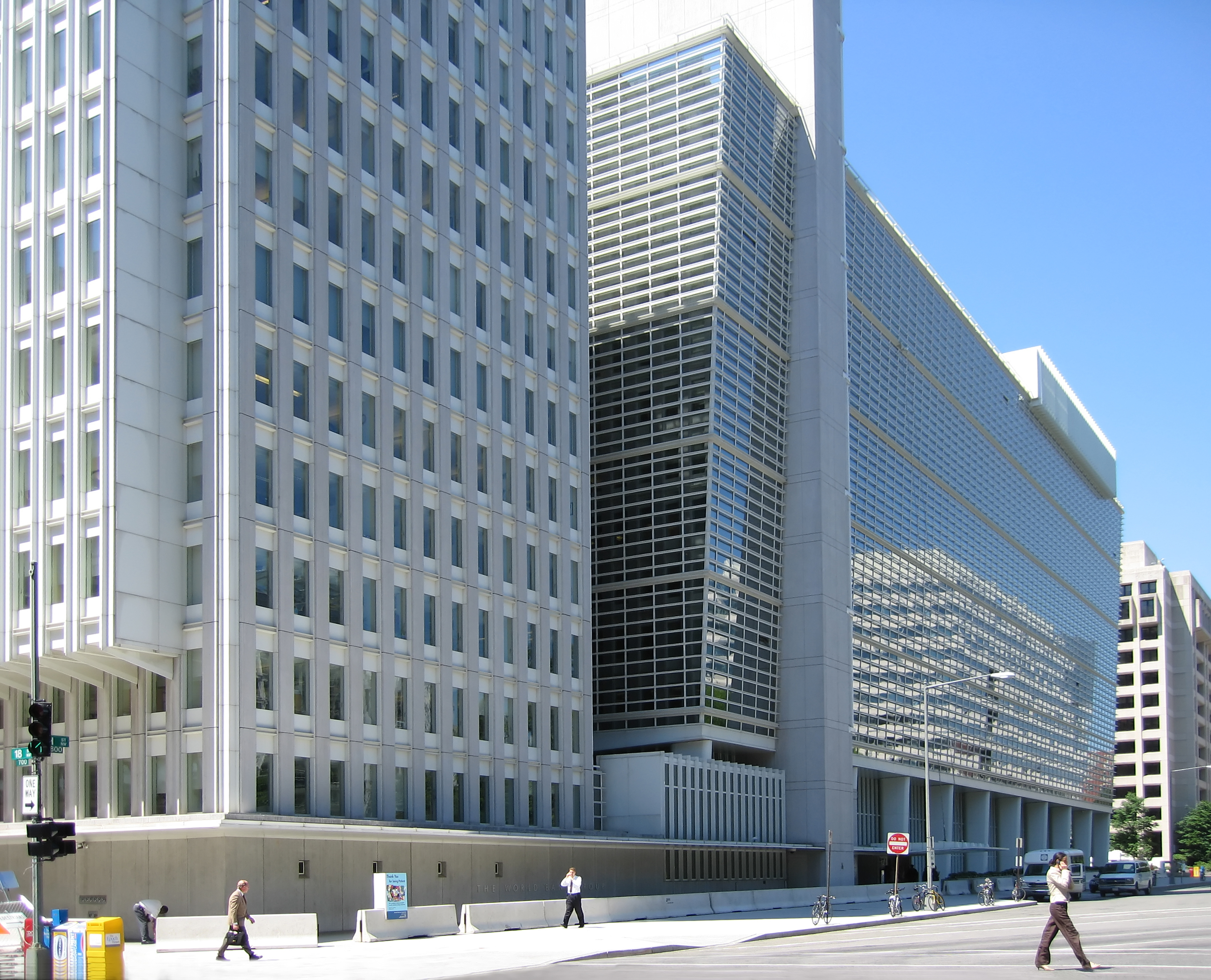
Sede del Banco Mundial en Washington D. C.

Un banco, también conocido como entidad de crédito o entidad de depósito, es una empresa financiera que acepta depósitos del público y crea depósitos a la vista, que comúnmente se llaman cuentas bancarias; así mismo proveen más servicios financieros, como créditos. La banca, o el sistema bancario, es el conjunto de entidades o instituciones que, dentro de una economía determinada, prestan el servicio de banco. Entre los bancos, existen algunos tipos, como los bancos de inversión, que, a diferencia de los bancos comerciales, se centran en ciertos tipos de servicios financieros y de consultoría.
Hoy en día, la internacionalización y la globalización promueven la creación de una banca universal, siendo posible gracias al desarrollo tecnológico que permite la digitalización de servicios y el acceso inmediato a un conjunto de servicios a través de internet desde cualquier parte del mundo.

## Etimología
La palabra banco procede del francés medio, banque, que a su vez adoptó la palabra altoalemana antigua bank o banc, con el sentido del mueble —banco y más tarde mostrador—. Los bancos (muebles) solían servir como mostradores de transacciones durante la Edad Media y parte de la Edad Moderna, cuando gran parte del dinero que cambiaba de manos y de los contratos de comercio se cerraban al aire libre, en establecimientos o mercados reunidos a este fin (como los mercados libres alemanes). El término se popularizó durante el Renacimiento por los banqueros florentinos, que realizaban sus transacciones sobre pequeños muebles cubiertos de un lienzo de color verde. A su paso por el italiano (banca), cobró más bien el significado de mesa, refiriéndose a los mostradores que servían a los cambistas para las transacciones financieras.
Hoy en día, esta palabra es usada en la gran mayoría de lenguas, incluidas las romances, germánicas o semitas, entre otras. En muchas de ellas sigue guardando, al menos en parte, también el significado original del mueble ("banco" en español, "bank" en alemán, "bench" en inglés, etc.). Debido a la función de los bancos como lugar de almacenamiento de dinero, en la actualidad el uso de la palabra se ha expandido para hacer referencia a distintos repositorios, como en los términos banco de datos, banco de sangre, o en el sentido más genérico.
Otros idiomas que no usan esta palabra suelen emplear también palabras de su propio vocabulario con un significado similar. La palabra griega trapeza (trá‧pe‧za), por ejemplo, que se traduce como banco, significa literalmente «mesa».

## Historia de la actividad bancaria

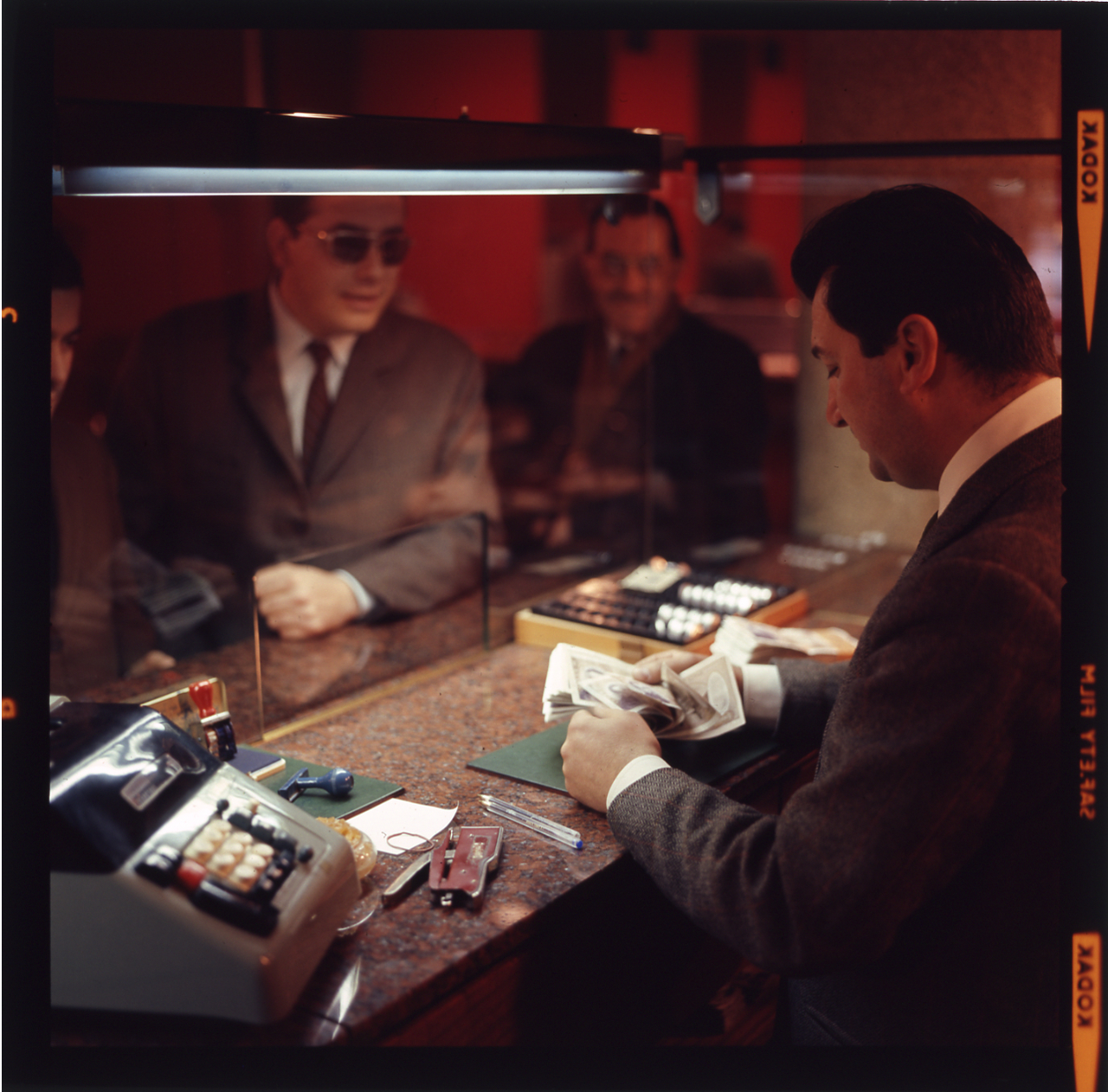
1970

Hay registros existentes de préstamos en Babilonia durante el siglo XVIII a. C. realizados por sacerdotes del templo a los comerciantes. Los trapezitas eran los banqueros en la Antigua Grecia. Trapeza era la mesa detrás de la que estaban en las tiendas, a veces destinadas a otro tipo de actividad comercial, pero muy a menudo a las transacciones bancarias. Los bancos más importantes seguían siendo sin embargo los grandes templos, donde los sacerdotes hacían fructificar el dinero que recibían en depósito de acuerdo a los préstamos concedidos a los particulares y a las ciudades. Pythius de Lidia, en Asia Menor, a principios del siglo V a. C., fue el primer banquero individual del cual hay registros. Muchos de los banqueros de las ciudades-estado griegas eran "metecos" o residentes extranjeros. Alrededor de 371 a. C., Pasión, un esclavo, se convirtió en el banquero más rico y más famoso de Grecia.
Hay prueba de que este tipo de operaciones posiblemente se efectuaban en tiempos de Abraham, pues los antiguos sumerios de las llanuras de Sinar tenían “un sistema singularmente complejo de prestar y recibir préstamos, mantener dinero en depósito y proporcionar cartas de crédito.” En Babilonia, como más tarde en Grecia, la actividad bancaria se centró alrededor de los templos religiosos, cuya naturaleza sacrosanta suponía una seguridad contra los ladrones.
Los bancos en la época romana no funcionaban como los modernos. La mayoría de las actividades bancarias se llevaron a cabo por particulares y no por instituciones. Las grandes inversiones fueron financiadas por los faeneratores, mientras que quienes trabajaban profesionalmente en el negocio del dinero y el crédito eran conocidos por varios nombres, tales como argentarii (banquero), nummularii (cambista), y coactores (cobradores).
Durante el siglo III los bancos en Persia y otros territorios en el Imperio sasánida emitieron letras de crédito conocidas como sakks. Se sabe que comerciantes musulmanes Karimi han utilizado el sistema de cheque o sakk desde la época del califato abasí bajo Harun al-Rashid. En el siglo IX un empresario musulmán ponía efectivo de la forma primitiva de cheque elaborado en China sobre las fuentes en Bagdad, una tradición que se ha reforzado de manera significativa en los siglos XIII y XIV, durante el Imperio mongol. De hecho, los fragmentos encontrados en la Geniza de El Cairo indican que en el siglo XII cheques muy similares a los nuestros estaban en uso, sólo que más pequeños para ahorrar costos en el papel. Contienen una cantidad que debe pagarse y a la orden de quién. La fecha y el nombre del emisor son igualmente evidentes.
Ferias medievales de comercio, tales como la de Hamburgo, contribuyeron al crecimiento de la banca de una manera curiosa: cambistas expedían documentos disponibles con otras ferias a cambio de divisas. Estos documentos podían ser cobrados en otra feria en un país diferente o en una feria del futuro en el mismo lugar. Eran rescatables en una fecha futura, a menudo eran descontados por una cantidad comparable a una tasa de interés.
Comenzando alrededor de 1100, la necesidad de transferir grandes sumas de dinero para financiar las Cruzadas estimuló el resurgimiento de la banca en Europa occidental. En 1156, en Génova, se produjeron los primeros contratos de divisas conocidos. Dos hermanos tomaron prestadas 115 libras genovesas y acordaron reembolsar a los agentes del banco en Constantinopla la suma de 460 bezantes un mes después de su llegada a esa ciudad.

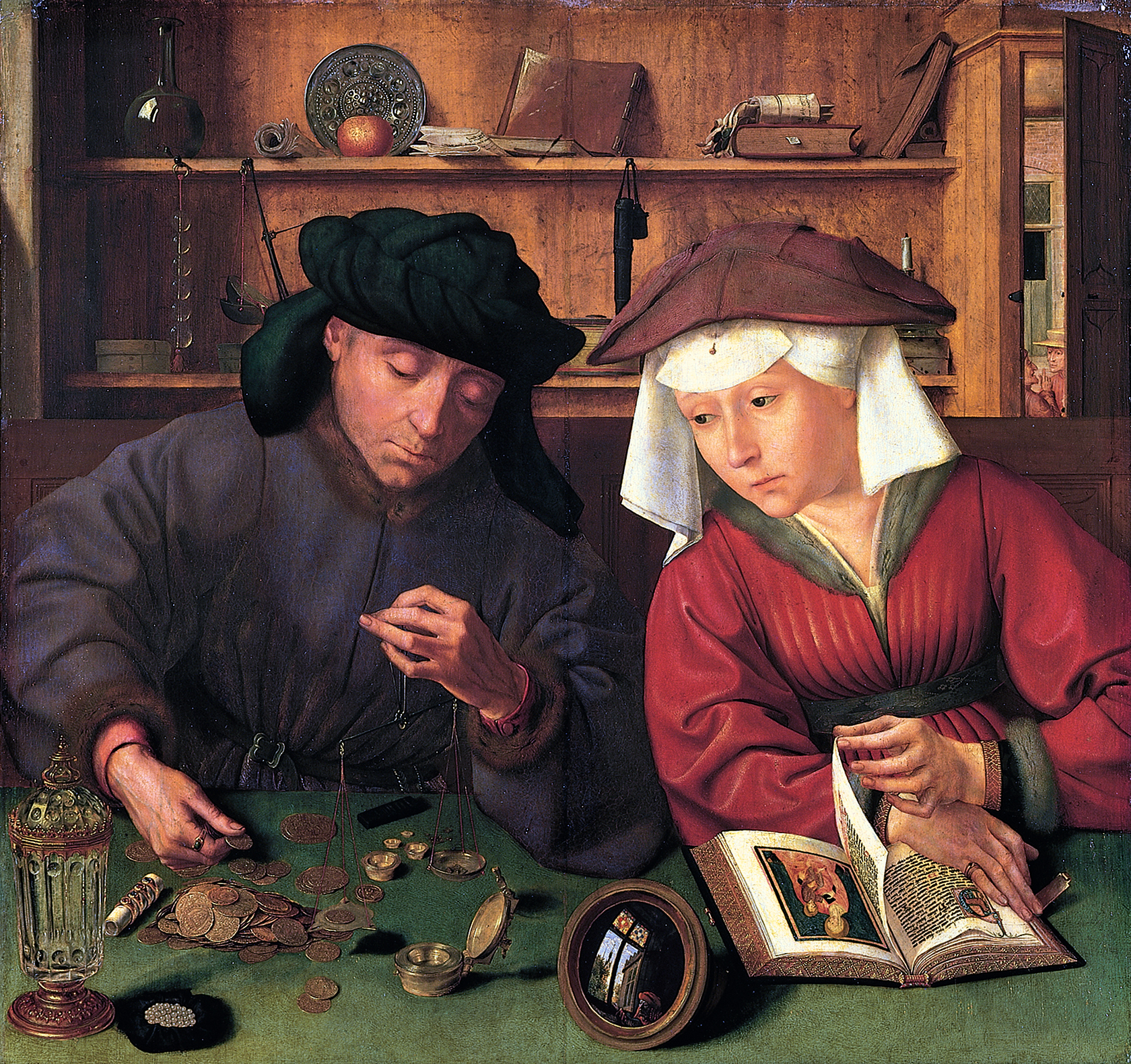
El cambista y su mujer, cuadro de Quentin Massys.

El primer banco moderno fue fundado en Génova, Italia, en el año 1406. Su nombre era Banco di San Giorgio. Los primeros bancos aparecieron en la época del renacimiento en ciudades tales como Venecia, Pisa, Florencia y Génova. 
El nombre "banco" deriva de la palabra italiana banco, "escritorio", utilizada durante el Renacimiento por los banqueros judíos florentinos quienes hacían sus transacciones sobre una mesa cubierta por un mantel verde.
Los integrantes de la Familia Fugger o Fúcares de Augsburgo, junto con los Welser, fueron los banqueros de los reyes Carlos I y Felipe II de España. Tras el Asedio de Amberes, el centro financiero se trasladó a Ámsterdam hasta la Revolución Industrial. En 1609 fue fundado allí el banco Wisselbank Amsterdamsche. Las oficinas bancarias estaban ubicadas en los centros de comercio, los mayores de los cuales fueron durante el siglo XVII los puertos de Ámsterdam, Londres y Hamburgo. Algunas personas podían participar en el lucrativo comercio de las Indias Orientales mediante la compra de letras de crédito de los bancos.
Durante los siglos XVIII y XIX se produjo un crecimiento masivo en la actividad bancaria. Los bancos jugaron un papel clave en el movimiento de monedas de oro y plata basado en papel moneda, canjeable por sus tenencias. Para la estabilidad económica general y como garantía para los clientes, se hizo necesario durante el siglo XX el establecimiento de la regulación financiera en casi todos los países para establecer normas mínimas para la actividad bancaria y la competencia financiera y evitar o enfrentar la posibles quiebras bancarias, especialmente durante las crisis económicas.
Desde 1980 existen bancos éticos o sociales (ver: Banca social), siendo su objetivo la financiación de proyectos sociales, ambientales y culturales, y rechazando cualquier tipo de especulación con dichos fondos.

## Operaciones bancarias típicas
Muchas de las operaciones bancarias básicas se derivan de parámetros de los Estados Financieros primarios y secundarios y crean nuevos índices para medir.

### Operaciones pasivas
Las operaciones pasivas son aquellas operaciones por las que el banco capta, recibe o recolecta dinero de las personas. 
Las operaciones de captación de recursos, denominadas operaciones de carácter pasivo, se materializan a través de los depósitos. Los depósitos bancarios pueden clasificarse en tres grandes categorías:
- Cuentas corrientes.
- Cuenta de ahorro o libreta de ahorros.
- Depósito a plazo fijo.

Las cuentas, por tanto, son totalmente líquidas. La diferencia entre ambas es que las cuentas corrientes pueden ser movilizadas mediante cheque y pagaré, mientras que en los depósitos a la vista es necesario efectuar el reintegro en ventanilla o a través de los cajeros electrónicos, pero no es posible ni el uso de cheques ni pagarés. Otra diferencia es que en los depósitos a la vista, el banco puede exigir el preaviso.
Los depósitos a plazo pueden ser movilizados antes del vencimiento del plazo, a cambio del pago de una comisión, que nunca puede ser superior en importe al montante de los intereses devengados.
Estos depósitos, dependiendo del tipo de cuenta, pagan intereses (intereses de captación).

### Operaciones activas
La colocación permite poner dinero en circulación en la economía, es decir, los bancos generan nuevo dinero del dinero o los recursos que obtienen a través de la captación y con estos otorgan créditos a las personas, empresas u organizaciones que los soliciten. Por dar estos préstamos el banco cobra, dependiendo del tipo de préstamo, una cierta cantidad de dinero que se llaman intereses (intereses de colocación) y comisiones.

#### Encaje bancario
De los fondos que los bancos captan es obligatorio mantener una parte líquida como reserva para hacer frente a las posibles demandas de restitución de los clientes, lo que recibe el nombre de encaje bancario. Tiene un carácter improductivo, puesto que no puede estar invertido.
El encaje es un porcentaje del total de los depósitos que reciben las instituciones financieras, el cual se debe conservar permanentemente, ya sea en efectivo en sus cajas o en sus cuentas en el banco central. El encaje tiene como fin garantizar el retorno del dinero a los ahorradores o clientes del banco en caso de que ellos lo soliciten o de que se le presenten problemas de liquidez a la institución financiera. De esta forma, se disminuye el riesgo de pérdida del dinero de los ahorradores.
Otra parte de los recursos se destina a activos rentables. Dentro de estos activos rentables una primera parte se compone de los activos rentables en préstamos y créditos.

#### Préstamos y créditos
Un préstamo es una operación financiera en la que, por medio de la celebración de un contrato, un prestamista otorga un activo a un prestatario a cambio de un interés.

##### Clasificaciones de préstamos
Se pueden desarrollar múltiples clasificaciones acerca de los préstamos:
- Por la naturaleza de los bienes prestados: de dinero, de cosas muebles fungibles y préstamo de títulos valores.
- Por la moneda objeto del préstamo: en moneda nacional o extranjera.
- Por el tipo de interés: a interés fijo y variable, prepagable o pospagable.
- Por el sistema de amortización, al final del préstamo, siguiendo un sistema francés, alemán, americano, etc.
- Por la existencia de garantías para el cumplimiento de las obligaciones: reales (prendas, hipotecas, depósitos, etc.) o personales (aval).

Otros tipos de préstamos son el préstamo sindicado, el préstamo participativo y el préstamo para operaciones bursátiles.
Un préstamo sindicado es aquel en el que los fondos entregados al prestatario proceden de una pluralidad de prestamistas (sindicato), si bien esta pluralidad no significa que haya varios prestamistas, desde el punto de vista jurídico es un único contrato.
Un préstamo participativo es aquel en el que el prestamista, con independencia del pacto de intereses, acuerda con el prestatario la participación en el beneficio neto que este obtenga.

Los préstamos para operaciones bursátiles de contado son los que se vinculan con una operación de compra o venta de valores.

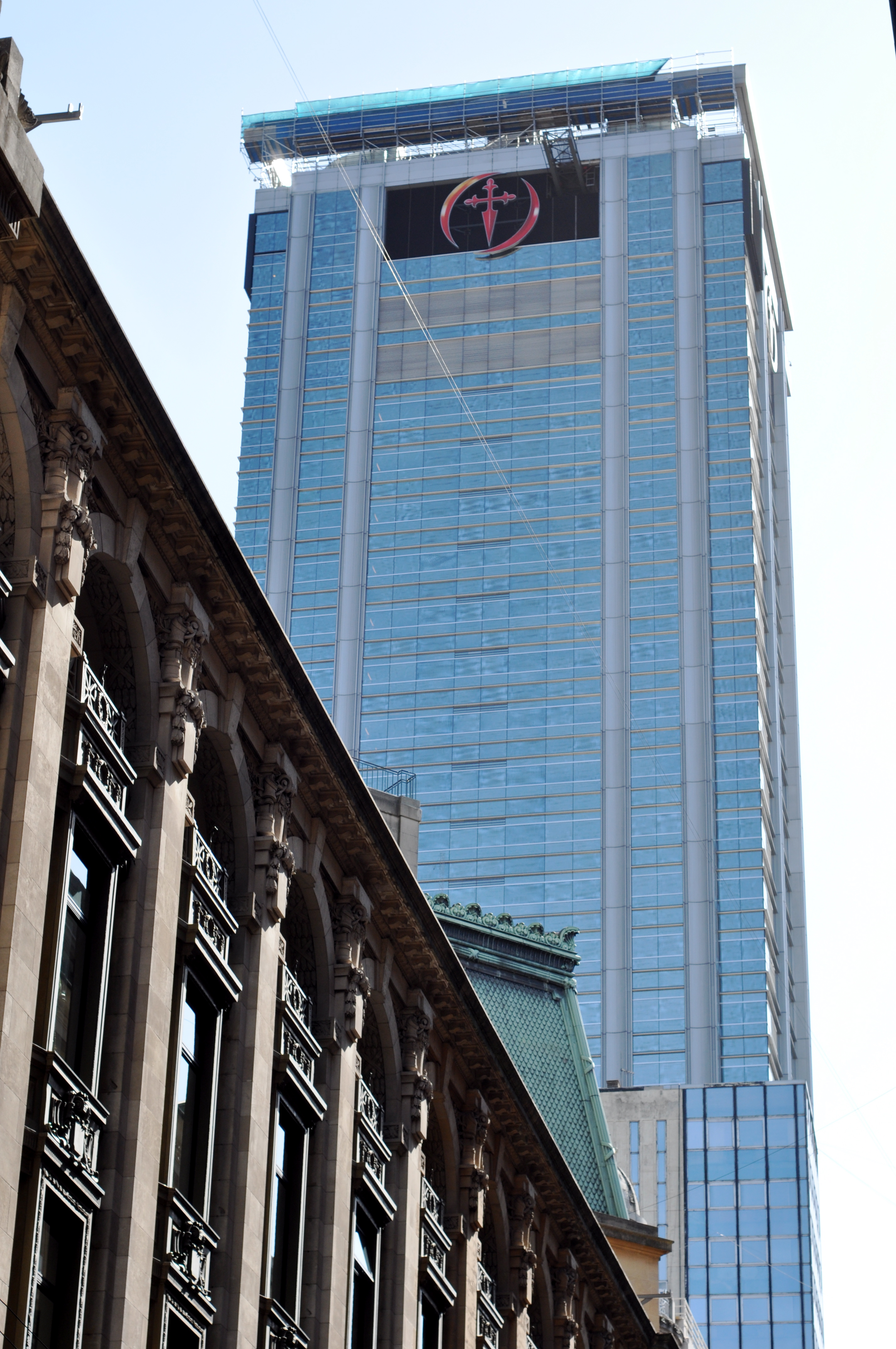
Sede del Banco Galicia en Buenos Aires.

#### Cuentas de crédito
Las cuentas de crédito son operaciones por las que el banco concede un crédito al cliente (acreditado) por un cierto plazo (puede establecer su prórroga automática) y hasta una suma determinada que pone a disposición del cliente. El cliente queda obligado a satisfacer al banco una comisión de apertura, a reintegrar al banco el saldo a su favor que arroje la cuenta de crédito al tiempo de la cancelación y liquidación de la misma y a pagar intereses por las cantidades dispuestas y otra parte menor por las cantidades no dispuestas.

#### El descuento de efectos
El descuento de efectos, como vía de financiación de las empresas, consiste en una operación por la que un banco anticipa a una persona el importe de un crédito pecuniario que esta empresa tiene contra un tercero, con deducción de un interés o porcentaje y a cambio de la cesión del crédito mismo salvo buen fin.

#### Cartera de valores
La segunda parte de los activos rentables está constituida por la cartera de valores donde se distingue renta fija por una parte tanto pública como privada y renta variable por otra.

#### Cesiones temporales de activos
Un tercer tipo de operación efectuada por los bancos sería la cesión temporal de activos, constituye una modalidad en la que las entidades de crédito ceden a un cliente una parte de un activo (por ejemplo, un crédito) de su propiedad, lo que les permite recuperar de un tercero una proporción de mismo a cambio de un rendimiento.
En definitiva, el problema básico de un banco es conseguir la máxima rentabilidad, pero asegurando al mismo tiempo la liquidez suficiente y restringiendo al máximo el riesgo asegurando su solvencia. La solvencia, además, debe ser asegurada con unos recursos propios (capital y reservas) suficientes, que le permitan hacer frente a posibles situaciones de riesgo derivadas de la insolvencia de sus deudores.

#### Margen de intermediación
Sabiendo que los bancos pagan una cantidad de dinero a las personas u organizaciones que depositan sus recursos en el banco (intereses de captación) y que cobran dinero por dar préstamos a quienes los soliciten (intereses de colocación), cabe preguntarse de dónde obtiene un banco sus ganancias. La respuesta es que los tipos de interés de colocación, en la mayoría de los países, son más altos que los intereses de captación; de manera que los bancos cobran más por dar recursos que lo que pagan por captarlos. A la diferencia entre la tasa de interés de colocación y la de captación se le denomina margen de intermediación. Los bancos, por lo tanto, obtienen más ganancias cuanto más grande sea el margen de intermediación.
Tasa interés de colocación – tasa de interés de captación = margen de intermediación.
Los bancos actúan como intermediarios. Su negocio es comerciar con dinero como si fuera cualquier otro tipo de bien o de mercancía.

#### Prestación de servicios
- En la actualidad, el cambio en las necesidades de las empresas, familias e instituciones, ha reconducido la actividad bancaria orientándola a los servicios, que se convierten en su principal fuente de ingresos por la reducción de margen de intermediación, reducción más acusada cuanto más maduro es el sistema financiero de un país y cuanto más bajos son los tipos de interés. Los medios de pago (tarjetas, cheques, transferencias), garantizar el buen fin del comercio internacional entre las partes, asegurando la solvencia en importación-exportación, intermediación en mercados financieros y operaciones con grandes empresas e instituciones públicas, marcan el enfoque de la banca como empresas de servicios financieros universales. Mención aparte merecen las importantes participaciones empresariales de la gran banca, otra gran fuente de negocio y poder para estas instituciones, llegando a formar poderosos grupos multinacionales con intereses en las más diversas áreas.

- Dependiendo de las leyes de los países, los bancos pueden cumplir funciones adicionales a las antes mencionadas; por ejemplo negociar acciones, bonos del gobierno, monedas de otros países, etc. Cuando estas actividades las realiza un solo banco se denomina banca universal o banca múltiple. Igualmente, estas actividades pueden ser realizadas de manera separada por bancos especializados en una o más actividades en particular. Esto se denomina banca especializada.

Independiente de los tipos de bancos, estos permiten que el dinero circule en la economía, que el dinero que algunas personas u organizaciones tengan disponible pueda pasar a otras que no lo tienen y que lo solicitan. De esta forma facilita las actividades de estas personas y organizaciones y mejora el desempeño de la economía en general. De lo anterior se colige la importancia de la banca en la historia económica de la humanidad.
Dependiendo de las leyes de los países, los bancos pueden cumplir funciones adicionales a las antes mencionadas; por ejemplo negociar acciones, bonos del gobierno, monedas de otros países, etc. Cuando estas actividades las realiza un solo banco se denomina banca universal o banca múltiple. Igualmente, estas actividades pueden ser realizadas de manera separada por bancos especializados en una o más actividades en particular. Esto se denomina banca especializada. Actualmente, la prestación de servicios experimenta una revolución gracias a la influencia de las nuevas tecnologías.

## Clases de banco
Para que un banco pueda operar como tal, en la mayoría de las jurisdicciones la entidad financiera necesita la obtención de una licencia bancaria como requisito previo. Las diferentes clases de banco se dividen según su origen y el tipo de operaciones que realizan:
Según el origen del capital:
- Banco público: el capital es aportado por el estado.
- Banco privado: el capital es aportado por accionistas particulares.
- Banco mixto: su capital se forma con aportes privados y públicos.

Según el tipo de operación:
- Bancos corrientes: son los mayoristas comunes con que opera el público en general. Sus operaciones habituales incluyen depósitos en cuenta, caja de ahorro, préstamos, cobros, pagos y cobros por cuentas de terceros, custodia de artículos y valores, alquileres de cajas de seguridad, financieras, etc.
- Banco especializado: tienen una finalidad crediticia específica.
- Banco de emisión: actualmente se preservan como bancos oficiales, estos bancos son los que emiten dinero.
- Bancos Centrales: son las autoridades monetarias que se encargan de la política monetaria de las divisas oficiales en el mundo. También supervisan el funcionamiento correcto de las entidades crediticias, las fiscalizan y controlan.
- Bancos de segundo piso: son aquellos que canalizan recursos financieros al mercado a través de otras instituciones financieras que actúan como intermediarios. Se utilizan, fundamentalmente, para canalizar recursos hacia sectores productivos.
- Banco de desarrollo: Su objetivo fundamental es el de facilitar el acceso al financiamiento a personas físicas y morales.

Otros:
- Banco zombi
- Banco malo
- Banca ética
- Banco democrático

## Banca por país
- Banca en España
- Banca suiza
- Banca en Argentina
- Banca en Chile

## Institución financiera
Un banco es una institución financiera, junto con las entidades de crédito y las entidades aseguradoras.